# Alpha Reticuli
Alpha Reticuli (α Reticuli) é um sistema estelar triplo na constelação de Reticulum. A estrela primária concentra quase todo o brilho do sistema, sendo esta a estrela mais brilhante da constelação de Reticulum, com uma magnitude aparente visual de 3,33. Com base em sua paralaxe, está localizada a aproximadamente 160 anos-luz (49 parsecs) da Terra. Pode ser vista facilmente a olho nu em áreas a sul do Trópico de Câncer.
O componente primário do sistema, α Reticuli A, é uma estrela evouída com um tipo espectral de G8 II-III, em que a classe de luminosidade 'II-III' indica que apresenta traços de uma estrela gigante e de uma gigante luminosa. Ela está atualmente na fase de queima de hélio no núcleo, fazendo parte do grupo do red clump. A esse estágio evolucionário, sua atmosfera expandiu-se para aproximadamente 12 vezes o raio solar e tem uma temperatura efetiva de 5 290 K, o que lhe dá a cor amarelada típica de estrelas de classe G. Originalmente uma estrela de classe B da sequência principal, azul e muito mais quente, α Reticuli tem uma massa de mais de três vezes a massa do Sol e uma idade de cerca de 330 milhões de anos. Emissões de raios X foram detectadas desta estrela, com uma luminosidade estimada de 3 × 1029 erg/s. Observações fotométricas de α Reticuli pela sonda TESS detectaram microvariações em seu brilho causadas por oscilações asterossismológicas.
Observações precisas a longo prazo de α Reticuli A pelas sondas Hipparcos e Gaia revelaram que o movimento próprio da estrela não é constante, o que significa que ela é uma binária astrométrica, variando de posição devido a perturbações por uma estrela companheira. Nada se sabe sobre essa estrela companheira, mas para ela causar as perturbações observadas, espera-se que seu período orbital seja da ordem de anos ou décadas.
A terceira estrela do sistema, α Reticuli B, é uma companheira óptica de magnitude 12 a uma separação angular de 48 segundos de arcos e um ângulo de posição de 355°. Sua separação se mantém constante desde sua descoberta em 1836, e medições astrométricas precisas pela sonda Gaia confirmaram que ela possui movimento próprio e distância praticamente iguais aos da estrela primária, confirmando a associação física entre as estrelas. α Reticuli B é uma anã vermelha de tipo espectral M0 e está separada da estrela primária por no mínimo 2 450 UA, possuindo um período orbital de pelo menos 60 000 anos.